# حنييري الثالثة (ملاثاني)
حنییري الثالثة (بالفارسية: حنیری سه) هي منطقة سكنية تقع في إيران في قسم ملاثاني الريفي. يقدر عدد سكانها بـ 45 نسمة بحسب إحصاء 2016.